# Grand Prix de Nice
Le Grand Prix de Nice est une course cycliste française disputée de 1923 à 1976 à Nice dans le département des Alpes-Maritimes en région Provence-Alpes-Côte d'Azur.
L'édition de 1948 a été annulée et celles de 1965, 1966 et 1967 ont été consacrées aux amateurs.

## Palmarès
| Année | Vainqueur          | Deuxième             | Troisième          |
| ----- | ------------------ | -------------------- | ------------------ |
| 1923  | Paul Broccardo     | Henri Ferrara        | Honoré Séassau     |
| 1924  | Alfredo Binda      | Ottavio Di Lazzaro   | Laurent Bottero    |
| 1925  | Fred Oliveri       | Jean Ampurias        | Louis Gras         |
| 1926  | François Urago     | Sébastien Piccardo   | Jean Riondet       |
| 1927  | Sébastien Piccardo | Joseph Rivella       | Paul Filliat       |
| 1928  | François Menta     | Marius Chabran       | Charles Pélissier  |
| 1929  | Louis Gras         | Maurice Bonney       | Marius Hermitte    |
| 1930  | Louis Minardi      | Raffaele Di Paco     | Felice Gremo       |
| 1931  | Felice Gremo       | Pietro Bertolazzo    | Louis Peglion      |
| 1932  | Luigi Barral       | Gaspard Rinaldi      | Adrien Buttafocchi |
| 1933  | Adrien Buttafocchi | Luigi Giacobbe       | Joseph Soffietti   |
| 1934  | Louis Aimar        | Joseph Soffietti     | Giuseppe Cassin    |
| 1935  | Luigi Barral       | Henri Puppo          | Attilio Zanella    |
| 1936  | Nello Troggi       | Léo Amberg           | Décimo Bettini     |
| 1937  | Francesco Camusso  | Lucien Lauk          | René Vietto        |
| 1938  | Auguste Mallet     | Léon Level           | René Vietto        |
| 1943  | Benoît Faure       | Antoine Giauna       | Fermo Camellini    |
| 1944  | Lucien Teisseire   | René Vietto          | Émile Rol          |
| 1945  | Fermo Camellini    | Lucien Teisseire     | Amédée Rolland     |
| 1946  | Antoine Giauna     | Pierre Brambilla     | Giuseppe Tacca     |
| 1947  | Luciano Maggini    | Vito Ortelli         | Paul Néri          |
| 1949  | Paul Néri          | Nello Lauredi        | Antoine Giauna     |
| 1950  | Vito Ortelli       | Pierre Cogan         | Émile Rol          |
| 1951  | Raoul Rémy         | Nello Lauredi        | André Bérard       |
| 1952  | Dominique Forlini  | René Rotta           | Carlo Conficoni    |
| 1954  | Francis Anastasi   | Armand Di Caro       | Alain Moineau      |
| 1955  | André Payan        | Roger Chaussabel     | Jean Bonifassi     |
| 1956  | Jean Lerda         | Nicolas Barone       | Francis Anastasi   |
| 1957  | Brian Robinson     | Louison Bobet        | Germain Derijcke   |
| 1958  | Gilbert Bauvin     | Seamus Elliott       | Maurice Moucheraud |
| 1959  | Seamus Elliott     | Pierre Machiels      | José Segú          |
| 1960  | Gastone Nencini    | Walter Martin        | Carlo Brugnami     |
| 1961  | Louison Bobet      | Fernand Picot        | Michel Dejouhannet |
| 1962  | Joseph Novales     | Willy Vanden Berghen | Raymond Poulidor   |
| 1965  | Charly Grosskost   | André Bayssière      | Francis Ducreux    |
| 1966  | Paul Gutty         | Siegfried Adler (de) | Marcel Magnand     |
| 1967  | Cyrille Guimard    | Claude Guyot         | Walter Ricci       |
| 1972  | Frans Verbeeck     | Émile Bodart         | Serge Guillaume    |
| 1973  | Raymond Delisle    | Frans Verbeeck       | Leif Mortensen     |
| 1974  | Frans Verbeeck     | Giancarlo Polidori   | Walter Planckaert  |
| 1975  | Régis Ovion        | André Mollet         | Jean-Luc Molinéris |
| 1976  | Patrick Béon       | Bernard Quilfen      | Georges Talbourdet |